# Dennisiomyces
Dennisiomyces é um gênero fúngico pertencente à família Tricholomataceae, da ordem Agaricales. Descrito pelo micologista Rolf Singer em 1955, o gênero contém cinco espécies encontradas na América do Sul, com predominância no Brasil. No entanto, a espécie D. lanzonii se encontra na Itália.

## Espécies
Abaixo estão listados os gêneros e suas espécies:
- D. fuscoalbus Singer 1989[5]
- D. glabrescentipes Singer (1955) — Brasil[1]
- D. griseus Singer (1955) — Brasil[6]
- D. lanzonii Robich, 1989 — Itália[3]
- D. rionegrensis Singer, 1989 — Brasil[5]